# Jacques Fabi
Jacques Fabi est un animateur de radio québécois. Il est connu pour avoir animé les émissions nocturnes Bonjour la nuit, les week-ends, à partir de 1977 et en semaine dès 1980 à la station de radio montréalaise CKAC et ce, jusqu’au  27 mars 2009 et Fabi la nuit, sur les ondes du 98,5 FM entre le 28 février 2011 et le 17 juin 2022.

## Biographie
Jacques Fabi commence sa carrière à la station CHLT 630 en 1972 alors qu'il est toujours étudiant en administration à l'Université de Sherbrooke. En 1977, il quitte l'université pour 
se joindre à l’équipe de CKAC, où il deviendra animateur de nuit.
Il reste pendant plus de trente ans à la barre de Bonjour la nuit, une émission de services qui deviendra graduellement dans les années 90 une émission de commentaires sur l'actualité avec une tribune téléphonique libre. En entrevue, Fabi souligne fréquemment deux événements l'ayant particulièrement marqué au cours de sa carrière : le décès de René Lévesque en 1987 et la crise du verglas de 1998. « J'ai chambardé toute ma routine quand René Lévesque est mort et que je l'ai annoncé durant la nuit. Mon expérience la plus fascinante, cependant, a été la tempête du verglas. Tous les maires du Québec voulaient communiquer avec moi pour rassurer les citoyens. Ce fut un événement malheureux pour bien des gens, mais on s'est rendu compte de l'importance de la radio à ce moment-là. »
André Arthur a déjà coanimé avec Jacques Fabi les après-midis d'été à CKAC Télémédia à la fin des années 1980 et au début des années 1990 pour opiner sur l'actualité avec sa couleur singulière.
En 2005, il remplace Mario Langlois à l'émission Montréal ce matin, qu'il coanime avec Josée Legault et Yves Boisvert. Il est ensuite transféré au bulletin de midi, un changement d'habitudes pour lui et ses auditeurs. Jacques Fabi animera ensuite l'émission Opinions (2006-2007) présentée le matin du lundi au vendredi.
En 2007, il retourne à l'animation de l'émission radiophonique nocturne de Corus Québec.
Le 27 mars 2009, à la suite d'une décision du réseau de mettre fin à la programmation nocturne, il anime sa dernière émission à cette antenne en compagnie de ses collègues André Pelletier et Claude St-Denis.
Après son départ du réseau Corus, Fabi occupe plusieurs emplois d'animateur dans de petites stations. Du 17 août 2009 au 23 juin 2010, il animait « Bonjour Matin » de 6 heures à 9 heures sur la station Radio Boomer 1570AM. À partir du 13 septembre 2010, il anime, du lundi au jeudi, l'émission  « Encore Debout » sur les ondes de CJMS 1040 AM, de 23 heures à 2 heures. Il annonce sa démission de la station quelques semaines plus tard en raison de différends avec cette dernière.
Le 23 février 2011, Fabi retourne finalement à l'antenne du 98,5 FM à Montréal, puis sur l'ensemble du réseau Cogeco à compter du 28 février 2011. Il anime d'abord l'émission Les grands titres de 4h00 à 5h30 en semaine, puis son émission est prolongée toute la nuit. Fabi animait les émissions Fabi la nuit de 00h00 (minuit) à 3h00 et Les grands titres de 4h30 à 5h30 en semaine. Il anime actuellement l'émission Fabi la nuit de 00h00 (minuit) à 3h00 en semaine.
Jacques Fabi est suspendu par Cogeco à la suite d'un incident survenu en ondes le 22 novembre 2012 lorsqu'une auditrice affirme que l'Holocauste est pour elle « la plus belle chose qui pouvait arriver », et qu'il lui répond qu'il regrette de ne pas pouvoir commenter car « faut mettre des gants blancs lorsque l'on parle de cette belle population juive à Montréal ». Le Centre consultatif des relations juives et israéliennes (en) appelle alors à des sanctions contre l'animateur. Celui-ci est suspendu sans salaire pour une période d'un mois.
Le 17 juin 2022, il prend sa retraite après 45 ans.

## Veilleur de nuit
Au fil des années, beaucoup d'auditeurs ont développé une relation presque personnelle avec Fabi, comme il l'admet d'ailleurs lui-même : « C'est sûr que j'ai créé des liens. Écoutez, il y a des gens qui m'écoutaient depuis vingt-cinq ans, même, dans certains cas, presque trente ans. Ils téléphonaient presque trois, quatre fois par semaine. »
Le style de Fabi, alliant à la fois l'autodérision, l'humour, le rôle d'avocat du diable mais aussi celui de pourfendeur, a probablement largement contribué à son succès auprès du public. Stéphane Laporte, dans une chronique déplorant son départ des ondes nocturnes, brosse un portrait quelque peu caricatural du style d'animation auquel se livrait Fabi :
« Avec sa voix feutrée et sa pensée à pic. Ses réflexions de M. Gros-Bon-Sens. Ses sarcasmes de gars qui a vu neiger et déneiger. L'antistar de la nuit. À son émission Bonjour la nuit!, vers minuit et vingt, il y avait le quiz de M. Brisson. Quelle est la femelle du lévrier? Commençant par K, unité de mesure de température? En quelle année Apollo 13? Des questions pas rapport qui occupaient l'esprit. À en oublier la réunion du lendemain ou le rendez-vous chez le médecin. Puis vers 1h, Fabi ouvrait les lignes. Et les gens appelaient. Toujours les mêmes: le séparatiste, le fédéraliste, le sportif, la petite ricaneuse et la grande sensible. Parfois aussi quelques niaiseux. Ça le mettait en rogne, le Fabi. Il leur raccrochait au nez, c'était pas long. Puis il bougonnait le reste de l'émission. Et on bougonnait avec lui. Ça faisait du bien. En direct. »